# Boreaden
Die Boreaden (altgriechisch Βορεάδαι Boreádai) sind in der griechischen Mythologie die Nachkommen des Boreas, des Gottes des Nordwinds. Als solche sind überliefert:
- die Zwillingsbrüder Kalaïs und Zetes, Teilnehmer der Argonautenfahrt
- Chione (Tochter des Boreas)
- Kleopatra (Tochter des Boreas)
- Butes (Sohn des Boreas)
- Lykurgos, Stiefbruder des Butes[1]
- drei riesenhafte Brüder, Söhne von Boreas und Chione, Priester des Apollon im sagenhaften Nordland Hyperborea[2]
- drei Töchter des Boreas, die von den Arimaspen nach Delos gekommen seien.[3]